# ثریا پاکزاد
ثریا پاکزاد فعال حقوق زنان اهل افغانستان است. در سال ۱۹۸۸ وی سازمان صدای زنان را تأسیس کرد که از طریق تدریس دختران آغاز شد و اکنون برای زنان، سرپناه، مشاوره و آموزش شغلی را فراهم می‌کند.
بعد از روی کار آمدن طالبان در افغانستان، این سازمان تا سال ۲۰۰۱ به صورت مخفی فعالیت داشت. دخترانی که به آموزش خواندن مشغول بودند باید کتاب‌هایشان را از ترس اینکه گرفتار شوند، بسوزانند. صدای زنان در سال ۲۰۰۱ به عنوان یک سازمان غیردولتی رسمی نامگذاری شد و در سال ۲۰۰۲ به‌طور رسمی توسط دولت افغانستان ثبت نام شد.
این سازمان همچنین به توسعه قانون اساسی افغانستان کمک کرد.
او برنده جایزه بین‌المللی زنان شجاع سال ۲۰۰۷ میلادی و از سوی مجله تایم در کنار افرادی چون باراک اوباما، گوردون براون، نوری المالکی نیکلاس سارکوزی و آنگلا مرکل صدراعظم آلمان بعنوان یکی از صد چهره برتر جهان در سال ۲۰۰۸ برگزیده شد